# ウソツキは天使のはじまり
『ウソツキは天使のはじまり』は2005年3月25日にSAGA PLANETSより発売された18禁恋愛アドベンチャーゲームである。原画とシナリオは、同ブランドの好評作・『恋愛CHU! -彼女のヒミツはオトコのコ?-』を手がけたTAMAMIと有末つかさが担当している。

## ストーリー
（出典：）
主人公・東海林亘は不幸体質であり、何度も危険な目にあってきた。亘の周りでは不幸な事故が多く、周囲の人間もそれに慣れきっていた。
ある日、亘が学園に向かっていると急に車が飛び出してくる。危うく衝突しそうになった亘が周りを見渡すと、悪魔・リリカと天使・アリスが争っていた。彼女たちによれば、今まで亘が危険な事故に遭遇してきたことも、事故によって命を落とさずにいられたことも、悪魔と天使によるものだという。2人は今回の事故で力を使い切り、亘にも見えるようになってしまった。力を失った2人は亘の家に同居することになり、悪魔と天使との板挟みの生活が始まる。

## 登場人物
（出典：）
東海林 亘（しょうじ わたる）
本作の主人公。妙に悪運が強く、普通なら死んでいそうな状況でも生き残るというしぶとさが特徴である。常にいやらしいことを考えている。幼い頃に両親を亡くしており、叔母の珠代と2人で暮らしている。
アリス
声 - 涼森ちさと
身長：155cm 体重：41kg B/W/H：83/56/85
一見すると天使だが、その性格はあまりにも一般の天使とはかけ離れている。人間を馬鹿にしている。
リリカ
声 - 田中美智
身長：157cm 体重：43kg B/W/H：90/56/83
主人公の命を狙う悪魔だが、いつも詰めが甘い。悪魔なのにがウソが苦手である。人見知りな性格であり、他人と話すのを苦手としている。
一本槍 珠代（いっぽんやり たまよ）
声 - 森川陽子
身長：160cm 体重：48kg B/W/H：86/60/86
亘の叔母かつ両親を亡くした彼の保護者である。イギリス出身の才女であり、10代の少女のような若い外見をしている。亘を子供のように扱っており、一緒にお風呂に入ることをためらわない。
 ???
声 - 佐々木あかり
身長：145cm 体重：38kg B/W/H：78/52/80
亘のことを「ご主人様」と呼ぶ正体不明の少女。亘を慕っており役に立とうと頑張るが、不器用なためにいつも徒労に終わってしまう。性格は気弱だが、亘のための行動力はあふれている。
熊ノ郷 遥（くまのごう はるか）
声 - 天天
亘の親友である蓮の弟。女の子が大好きで、亘と共に女子更衣室に忍び込むこともある。少女のような顔立ちであり、ときより女性のような色香を出す。
熊ノ郷 蓮（くまのごう れん）
亘の悪友。本人は「のりお」と名乗っている。実家は結構なお金持ちである。亘と同じくスケベであり、よく彼と気が合う。怪しげな関西弁がトレードマーク。
アザゼル
リリカの上司である上級悪魔。常に黒いスーツとコートを着用している。リリカの弱みを握っており、彼女を言いなりにしている。
ラファエル
アリスの上司である大天使。イケメンかつ紳士であり、彼の前ではアリスも素直な少女になってしまう。

## 関連商品
Lycee
シルバーブリッツのカードゲーム、Lyceeに参戦している。収録エキスパンションは、VisualArt's3.0など。
ウソツキは天使のはじまり
本作の小説版。TAMAMI著、有未つかさ画、パラダイムノベルズ265、2005年。
サウンドトラック
2005年5月27日発売。CD2枚組で2,940円。